# Karin Alvtegen
Karin Alvtegen, née le 8 juin 1965 à Huskvarna (Suède), est une scénariste et romancière suédoise spécialisée dans le roman policier.

## Biographie
Elle est la petite-nièce de la romancière Astrid Lindgren, créatrice du personnage de Fifi Brindacier. 
Karin Alvtegen amorce une fructueuse carrière de scénariste au milieu des années 1990 en signant de nombreux épisodes de séries télévisées produites par la télévision suédoise. En 2004, elle participe au scénario du film policier Hotet.
À partir de 1998, elle se lance dans la publication de thrillers psychologiques dont l'action est presque toujours située en Suède. Recherchée (Saknad, 2000), son deuxième roman, remporte le Prix Clé de verre du meilleur roman policier nordique en 2001 et fait l'objet d'un téléfilm pour la télévision britannique en 2006 mettant en vedette Joanne Froggatt et Gregor Fisher. À sa publication aux États-Unis en 2009, ce même roman est nommé pour l'obtention du Prix Edgar-Allan-Poe de l'association des Mystery Writers of America. 
En 2005, Honteuse (Skam), le quatrième roman de Karin Alvtegen, est nommé pour l'obtention du Duncan Lawrie International Dagger Award de la Crime Writers' Association britannique.

## Œuvre

### Romans policiers
- Skuld (1998)
- Saknad (2000) Publié en français sous le titre Recherchée, traduit par Philippe Bouquet, Paris, Plon, 2003  (ISBN 2-259-19685-3) ; réédition, Paris, Points. Policier no 1395, 2005  (ISBN 2-02-066227-2)
- Svek (2003) Publié en français sous le titre Trahie, traduit par Maurice Étienne, Paris, Plon, 2005  (ISBN 2-259-20069-9) ; réédition, Paris, Points. Policier no 1601, 2007  (ISBN 978-27578-0304-2)
- Skam (2005) Publié en français sous le titre Honteuse, traduit par Philippe Bouquet, Paris, Plon, 2006  (ISBN 2-259-20339-6) ; réédition, Paris, Points. Policier no 1885, 2008  (ISBN 978-2-7578-0851-1)
- Skugga (2007) Publié en français sous le titre Ténébreuses, traduit par Magdalena Jarvin, Paris, Plon, 2008  (ISBN 978-2-259-20744-7) ; réédition, Paris, Points. Policier no 2119, 2009  (ISBN 978-2-7578-1304-1)
- En sannolik historia  (2010) Publié en français sous le titre Oublier son passé, traduit par Magdalena Jarvin, Paris, J.-C. Lattès, 2012  (ISBN 978-2-7096-3627-8)
- Fjärilseffekten (2013)

## Filmographie

### En tant que scénariste

#### À la télévision
- 1994-1999 : Tre Honor, les scénarios des épisodes 82 et 96, respectivement en 1997 et 1998, de cette série télévisée suédoise de 123 épisodes
- 2002 à la télévision : Rederiet, entre 1999 et 2001, les scénarios de 24 épisodes de ce feuilleton télévisé suédois de 318 épisodes

#### Au cinéma
- 2004 : Hotet, film suédois réalisé par Kjell Sundvall

### Adaptations
- 2006 : Missing, téléfilm britannique réalisé par Ian Madden, d'après le roman Recherchée, avec Joanne Froggatt et Gregor Fisher
- 2020 : Les Apparences de Marc Fitoussi, d'après le roman Trahie, avec Karin Viard